# Olga Picasso

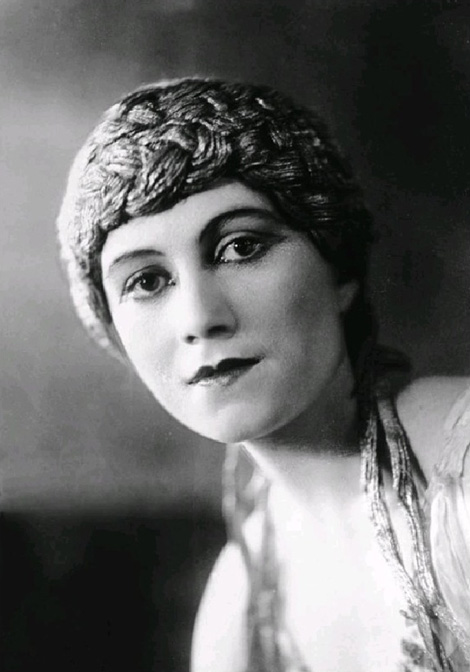
Olga Chochlowa, um 1916

Olga Picasso bzw. Olga Stepanowna Chochlowa (russisch О́льга Степановна Хохло́ва, ukrainisch Ольга Степанівна Хохлова; * 17. Juni 1891 in Nischyn, Gouvernement Tschernigow, Russisches Reich, heute Ukraine; † 11. Februar 1955 in Cannes, Frankreich) war bis 1917 eine russische Balletttänzerin. Sie wurde  als erste Ehefrau von Pablo Picasso (1881–1973) bekannt. Entsprechend seinem bürgerlichen Namen Ruiz hieß sie standesamtlich Olga Ruiz Picasso.

## Leben

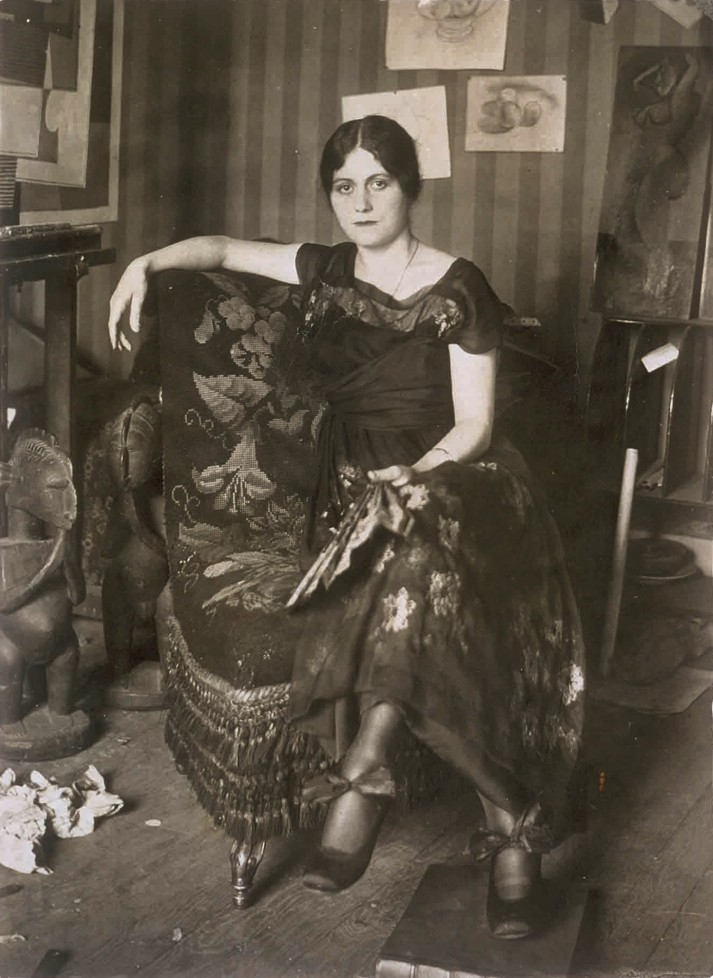
Olga Chochlowa in Picassos Atelier, Montrouge, Frühjahr 1918

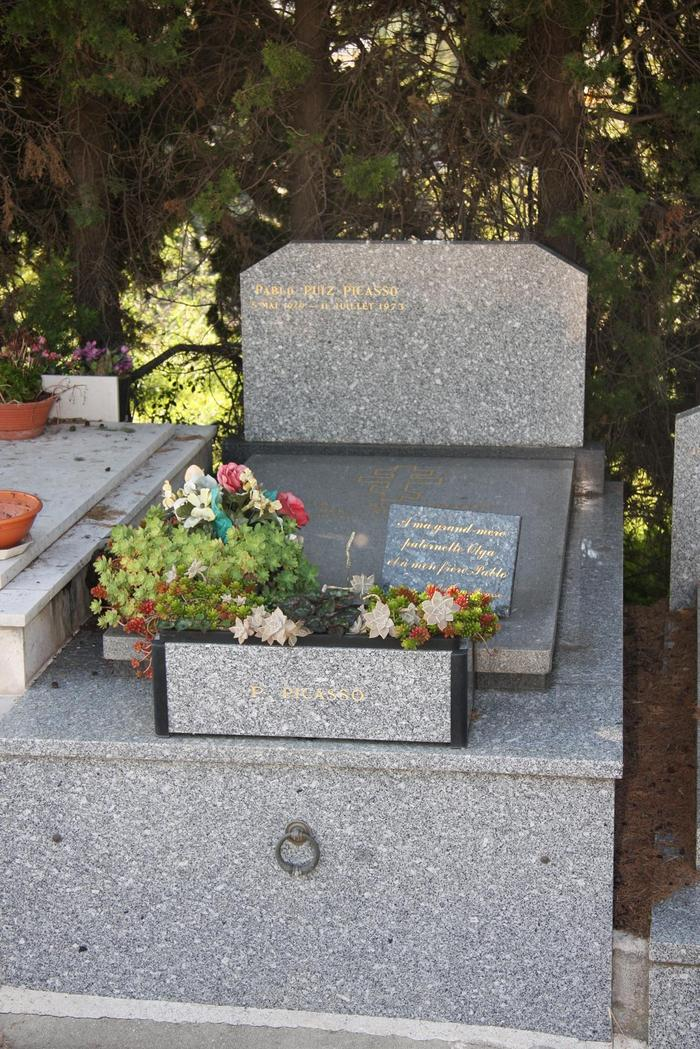
Begräbnisstätte Olga Picassos auf dem Cimetière du Grand Jas in Cannes

Olga Chochlowa wurde in Nischyn in eine russisch-ukrainische Familie hineingeboren. 1909 trat sie dem Ensemble Ballets Russes unter der Leitung von Sergei Pawlowitsch Djagilew bei. Mit diesem Ensemble bereiste sie große Teile Europas. In Rom lernte sie 1917 den jungen Pablo Picasso kennen, der sich dort der Balletttruppe angeschlossen hatte, um Bühnenbild, -vorhang und Kostüme zum Ballett Parade zu entwerfen, dessen Uraufführung am 18. Mai 1917 am Théâtre du Châtelet in Paris einen Skandal auslöste.
Als sie nach Abschluss der Pariser Saison mit dem Djagilew-Ensemble nach Spanien abreiste, folgte Picasso ihr nach Madrid und Barcelona, wo seine Schwester ihn beherbergte. Olga verließ die nach Südamerika ziehende Balletttruppe und kehrte nach Ausstellung neuer Ausweispapiere Ende November mit Picasso nach Frankreich zurück. Da sie nicht verheiratet waren, quartierte Olga sich im feudalen Hôtel Lutetia ein, während Picasso das von ihm seit 1916 gemietete Vorstadthaus in Montrouge bewohnte.
Am 12. Juli 1918 heirateten die beiden in Paris in der Mairie des 7. Arrondissements standesamtlich und in der Alexander-Newski-Kathedrale nach russisch-orthodoxem Ritus. Als Trauzeugen fungierten Jean Cocteau und Max Jacob. Durch Olga bekam Picasso Zugang zur besseren Gesellschaft. Bis zur Geburt ihres gemeinsamen Sohnes Paolo 1921 galt die Ehe als glücklich.
Im Jahr 1927 begann Picasso eine Affäre mit Marie-Thérèse Walter. Nachdem diese von ihm schwanger wurde, zog Olga mit dem gemeinsamen Sohn nach Südfrankreich und reichte 1935 die Scheidung ein, die aufgrund einer jahrelangen Auseinandersetzung um das Vermögen jedoch nicht zustande kam.
Olga Picasso starb am 11. Februar 1955 in Cannes an Krebs und wurde auf dem Cimetière du Grand Jas bestattet.
Ihre Rolle im Leben Picassos wird unter anderem im Theaterstück Picassos Frauen des Iren Brian McAvera in der Inszenierung Barbara Geigers von 1998, im Buch ihrer Enkelin Marina und in der Filmdokumentation von Hugues Nancy Picasso, l’inventaire d'une vie (in der dt. Fassung: Looking for Picasso) von 2013 aufgenommen.

## Olga Picasso im Werk des Ehemanns
Bekannt ist das Porträt Pablos von ihr aus dem Jahr der Eheschließung, 1918, in altmeisterlicher Darstellung: Olga auf einem Sessel (Olga dans un fauteuil). Die engl.sprachige Wikipedia stellt das Bild einer Fotografie mit ihr in entsprechender Gewandung und Haltung gegenüber. Das Ölgemälde hat die Maße 130 × 88,8 cm und hängt nun im Pariser Musée Picasso.
Weitere Bilder in Auswahl:
- Olga in Mantilla, 1917,[4] 64 × 53 cm, Öl auf Leinwand, Private Sammlung
- Zwei nackte sitzende Frauen (Deux femmes nues assises), 1920
- Olga, 1923
- Olga Picasso (Head of a Woman), 1930/31, auf Eisen, Materialmix, 100 × 37 × 59 cm, Musee Picasso
- Frau mit Hut (Olga), 1935
- Frauenkopf (Head of a Woman, Olga Picasso), 1935

## Nachkommen
- Paolo Picasso (span. Pablo; eigentlich Paul Joseph, * 4. Februar 1921 in Paris; † 5. Juni 1975 ebenda) ⚭ 1948 Emilienne Lotte
  - Pablito (1949–1973; Suizid)
  - Marina (* 1950)

## Ausstellungen
- 2017: Olga Picasso, Musée Picasso, Paris, 21. März bis 3. September 2017